# Incidente ferroviario della stazione di Parigi Montparnasse
L'incidente ferroviario della stazione di Parigi Montparnasse fu un deragliamento avvenuto a Parigi il 22 ottobre 1895.

## Storia

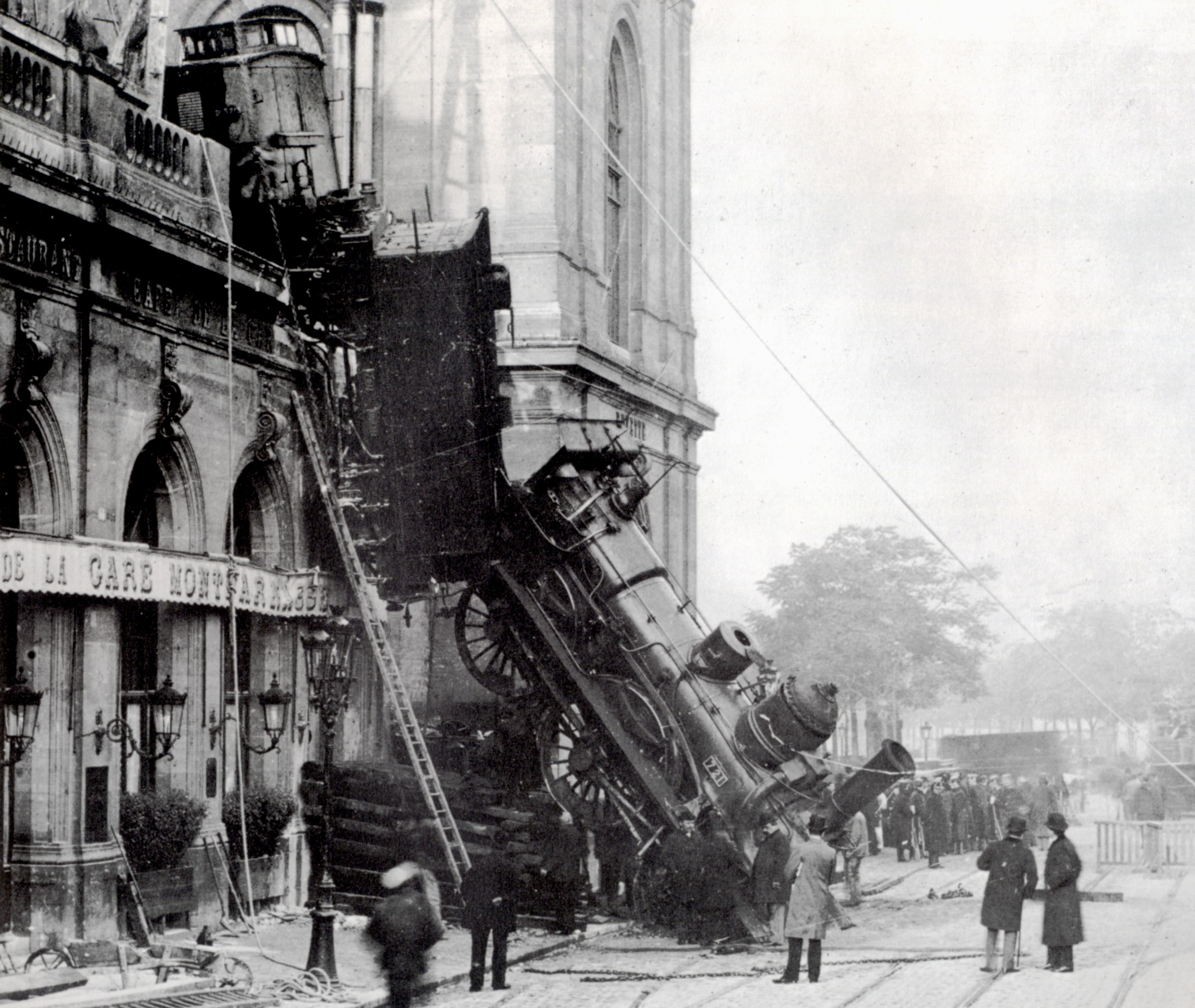
Il treno in bilico sulla facciata della stazione

Il treno espresso 56, proveniente da Granville con 131 passeggeri a bordo, era trainato dalla locomotiva numero 721 del tipo 120, guidato da Guillaume Marie Pellerin, un esperto macchinista della Compagnie des chemins de fer de l'Ouest in servizio da più di diciannove anni. Il convoglio viaggiava in direzione di Parigi, stazione di Montparnasse, con l'arrivo previsto per le ore 15:55. Il convoglio era composto da due vagoni per bagagli e un vagone postale, che si trovavano subito dietro la locomotiva, e da otto vagoni passeggeri, con un ulteriore vagone bagagli in coda al treno. Era partito da Granville alle 8:45 del mattino e nel percorso aveva accumulato un po' di ritardo, partendo circa nove minuti più tardi da Versailles Chantiers, l'ultima stazione prima di raggiungere Parigi. Per ovviare a questo ritardo, il macchinista lanciò il treno alla massima velocità per il maggior tempo possibile. 

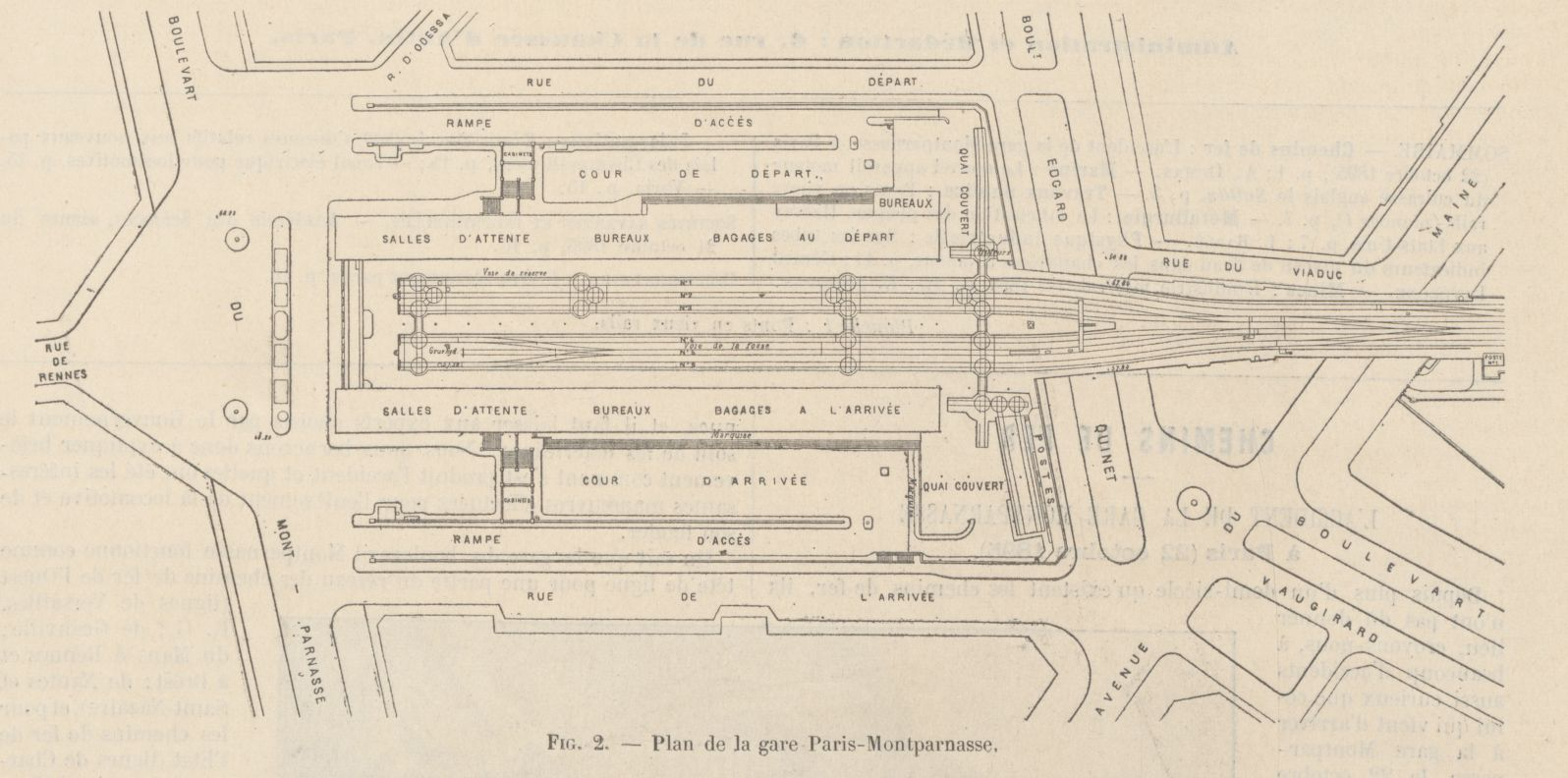
La planimetria della vecchia stazione di Montparnasse.
Il piano del ferro si trovava al secondo livello rispetto alla sede stradale.

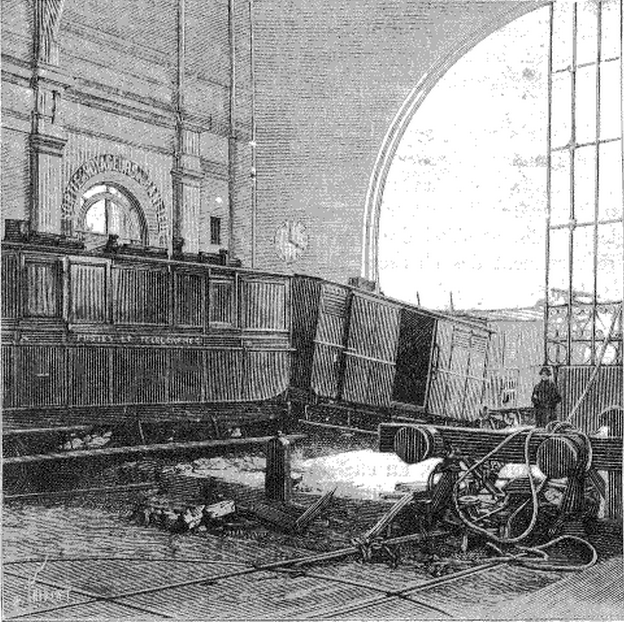
Un'illustrazione del tempo che raffigura il treno visto dall'interno della stazione

Quando il treno giunse in prossimità della stazione di Montparnasse, il macchinista azionò il freno Westinghouse per rallentare la corsa, ma questo non funzionò e pertanto non riuscì ad arrestare il convoglio. Il macchinista chiese subito l'intervento del capotreno Albert Mariette affinché azionasse il freno a mano, ma la manovra non ebbe il risultato sperato; non restava che azionare il freno a controvapore della locomotiva, ma era troppo tardi affinché questo risultasse efficace. Il treno entrò in stazione alle ore 16:00 in punto, come testimoniato da tutti gli orologi elettrici che si bloccarono dopo l'impatto, proseguì la sua corsa a una velocità di circa 40 km/h travolgendo la barriera dei respingenti posti a fine corsa dei binari, attraversò in corsa i circa dieci metri dell'atrio, sfondò la balaustra e la vetrata della facciata della stazione e terminò rovinosamente la sua corsa precipitando sull'antistante rue de Rennes in corrispondenza di una fermata di tram posta una decina di metri più in basso.

## Conseguenze
L'evento avrebbe potuto avere un bilancio molto più catastrofico, poiché un tram a cavalli aveva da poco lasciato la fermata di place de Rennes presso cui avvenne l'impatto. Fortunatamente i vagoni passeggeri trainati dalla locomotiva rimasero all'interno della stazione, poiché si sganciarono dopo che la locomotiva travolse le barriere, e si registrarono soltanto due passeggeri feriti, insieme a due impiegati delle ferrovie, un vigile del fuoco e il macchinista con il suo aiutante Victor Garnier, che vennero sbalzati dalla postazione di guida della locomotiva.
L'unica vittima fu Marie-Augustine Aiguillard, una donna di 39 anni, madre di due figli di 5 e 9 anni, che sostituiva il marito edicolante nel chiosco di place de Rennes, davanti alla stazione; non fu uccisa dalla locomotiva, bensì da un grosso frammento di muratura precipitato dalla facciata della stazione.
Malgrado l'impatto, la locomotiva rimase quasi intatta e si piantò sul selciato antistante alla stazione, trattenuta in precario equilibrio soltanto dai primi vagoni che rimasero incastrati nello squarcio aperto nella facciata dell'edificio; ciò avvenne perché la stazione Montparnasse, come le altre coeve stazioni parigine ancora esistenti, aveva il piano del ferro rialzato rispetto al livello stradale.

## Operazioni di recupero
Sul luogo del disastro accorsero il giorno stesso il ministro dei lavori pubblici Ludovic Dupuy-Dutemps e il capo della polizia Lepine che, con una squadra di circa una ventina di agenti, delimitarono un perimetro di sicurezza attorno al luogo dell'impatto. 
La notizia dell'incidente si diffuse rapidamente e i giornali ne riportarono i dettagli per giorni. La locomotiva restò quattro giorni sospesa prima che si riuscisse a rimuoverla e, seppur opportunamente transennata, l'area dell'impatto divenne una vera e propria attrazione per curiosi di passaggio, alcuni dei quali acquistarono dei biglietti alla stazione soltanto per vedere da vicino il treno incidentato, mentre i bar e ristoranti che si affacciavano su place de Rennes fecero affari d'oro in quei giorni.
La locomotiva, del peso di circa 50 tonnellate, venne rimossa, non senza difficoltà, soltanto il 25 ottobre impiegando un potente argano fissato a una struttura in legno montata da circa cinquanta uomini. Si preferì adagiare in piano la locomotiva, che poi venne caricata su un apposito carro, trainato fino alle officine Cail da ben 25 cavalli; quivi si constatò l'assenza di gravi danni, tranne la rottura di un pistone e la deformazione di alcune lamiere. Il tender invece venne tirato indietro dall'interno della stazione e ricollocato sul binario. Il traffico su place de Rennes e sul boulevard di Montparnasse venne ripristinato il 28 ottobre successivo.

## Cause
In seguito agli interrogatori del macchinista Guillaume Marie Pellerin e del suo aiutante Victor Garnier, emerse che il freno Westinghouse ad aria compressa si era dimostrato difettoso entrando a Parigi, all'altezza di rue de la Procession; entrambi affermarono di essersi comunque adoperati per ridurre la velocità da 65 km/h a 40 km/h, richiedendo al capotreno Albert Mariette l'azionamento immediato del freno di emergenza, tuttavia non riuscirono a bloccare del tutto il convoglio e non poterono azionare il freno a controvapore poiché non c'era spazio a sufficienza.

## Responsabilità
Il macchinista Guillaume Marie Pellerin e il suo aiutante Victor Garnier vennero arrestati. L'indagine venne condotta dal giudice Bertulus, che fece esaminare la locomotiva, dalla cui analisi si ipotizzò un difetto ai condotti valvolari dell'impianto frenante. Inoltre bisogna considerare che l'impiego del freno ad aria compressa Westinghouse era una tecnologia recente e in seguito si rivelò poco affidabile alle alte velocità.
Pur rischiando una pena ben maggiore per omicidio colposo, il macchinista Guillaume Marie Pellerin e il suo aiutante Victor Garnier vennero beneficiati di attenuanti e condannati entrambi a soli due mesi di prigione e 50 franchi d'ammenda, per aver ecceduto nella velocità e per aver violato il regolamento che prevede di ridurre la velocità in prossimità delle stazioni, mentre il capotreno Albert Mariette subì soltanto una condanna al pagamento di 25 franchi d'ammenda.
Il funerale dell'unica vittima, Marie-Augustine Aiguillard, fu pagato dalla compagnia ferroviaria e ai suoi due figli fu corrisposta una piccola rendita per garantirne gli studi.

## Nella cultura di massa
- Una versione romanzata dell'incidente è presente nel film Hugo Cabret (2011), diretto da Martin Scorsese.
- L'incidente ha ispirato il terzo episodio della quinta stagione de Il trenino Thomas, intitolato Aria di guai, nel quale la locomotiva Gordon arriva alla nuova stazione di Kirk Ronan e, non riuscendo a frenare, oltrepassa il muro della stazione e rimane sospeso da terra.
- l'incidente già avvenuto è presente nella scena iniziale del film Cyrano, mon amour (2018), diretto da Alexis Michalik.
- L'immagine dell'incidente del treno è stata usata nel 1991 come copertina dell'album Lean into It dei Mr. Big.
- La fotografia di Lévy & Sons dell'incidente appare sulla copertina del libro di John R. Taylor, Introduzione all'analisi degli errori. Lo studio delle incertezze nelle misure fisiche, 1999.